# Zabrze
Zabrze é uma cidade da Polônia, na voivodia da Silésia e na conurbação da Alta Silésia. Estende-se por uma área de 80,40 km², com 174 349 habitantes, segundo os censos de 2017, com uma densidade de 2188 hab/km².

## Esporte
O clube mais famoso da cidade é Górnik Zabrze, quatorze vezes campeão polonês de futebol e finalista de Taça dos Clubes Vencedores de Taças de 1969–70, além de duas vezes campeão polonês de handebol.

## Imagens

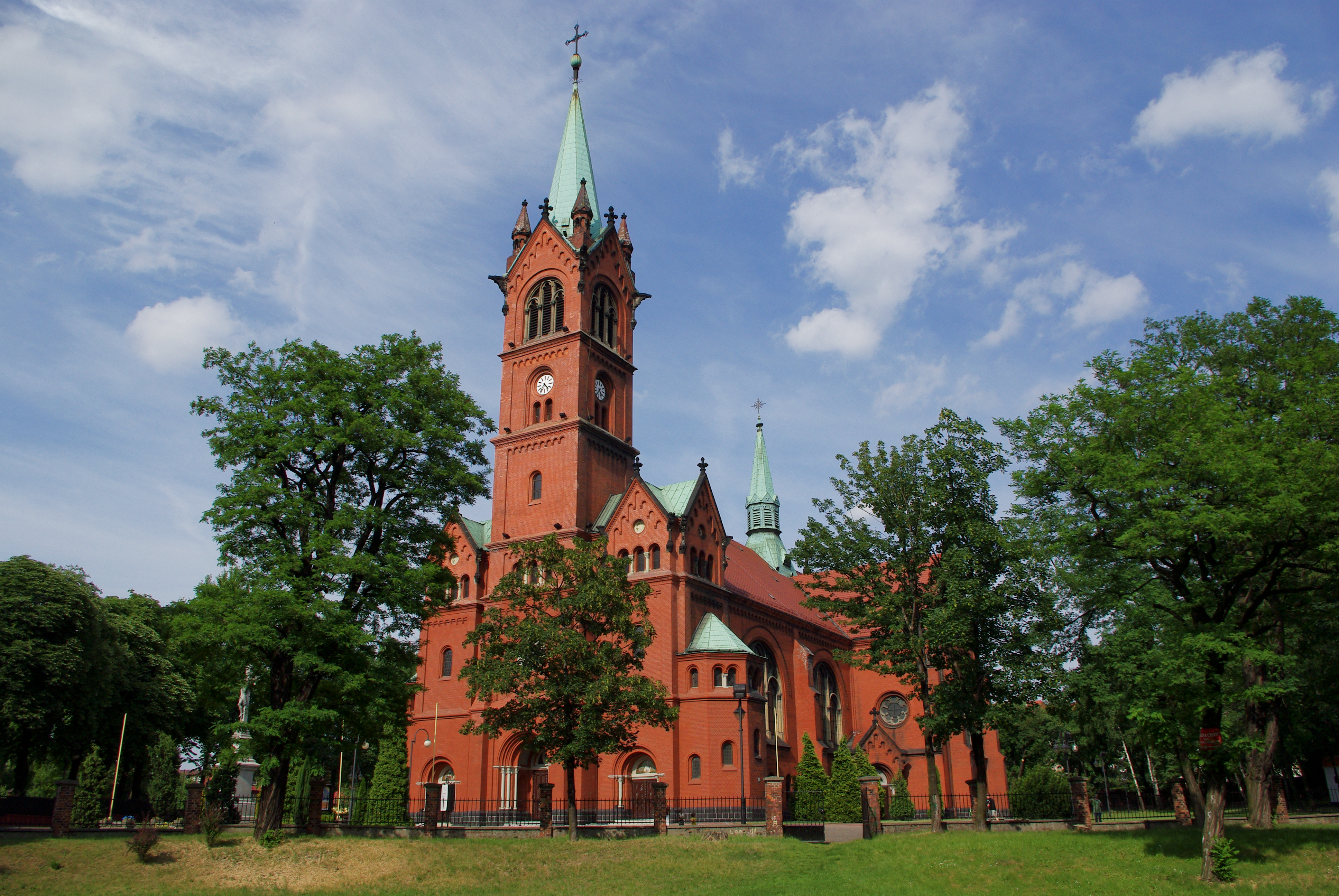
Igreja de Santa Ana (Kościół św. Anny)
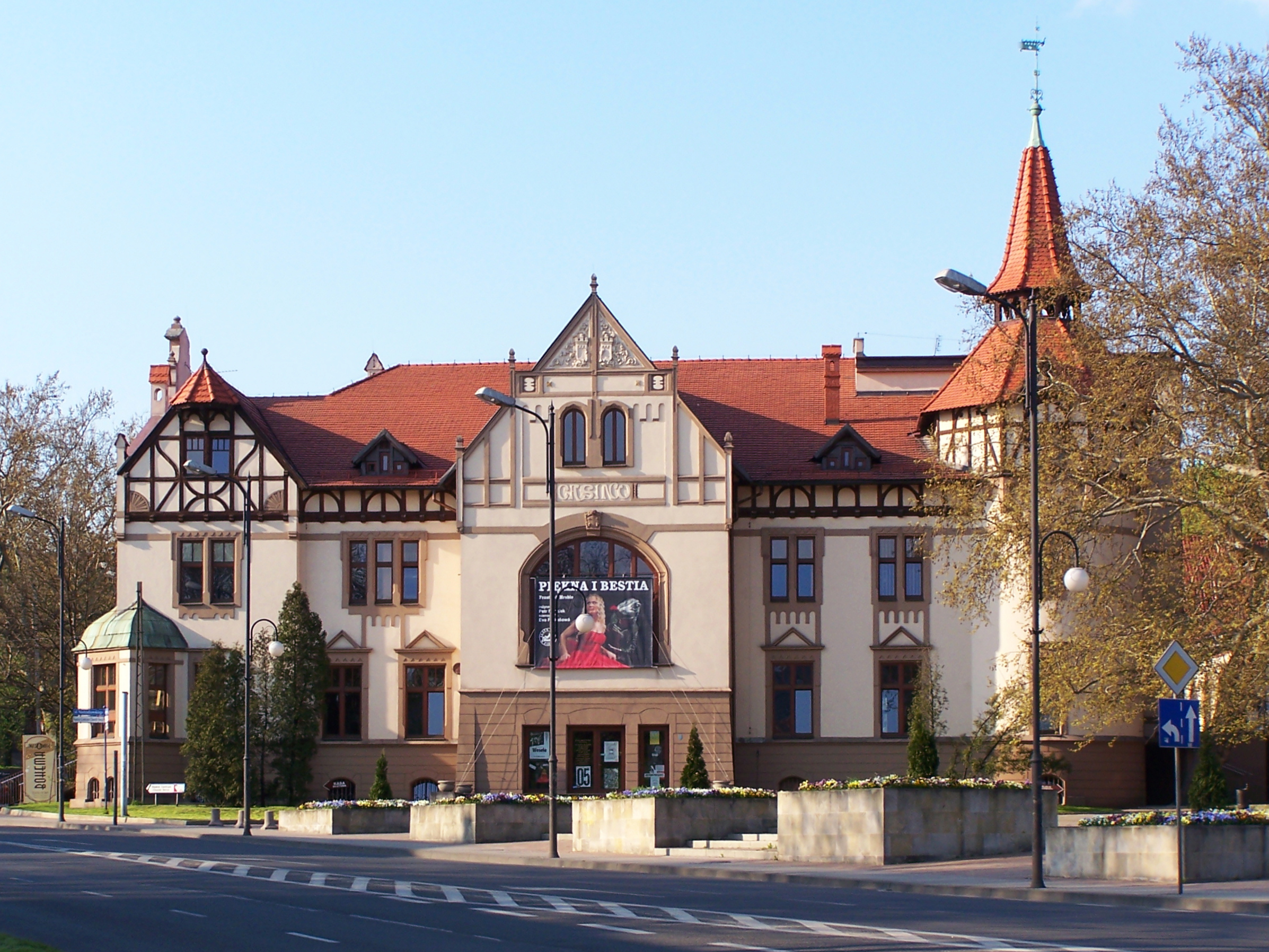
Novo Teatro (Teatr Nowy)
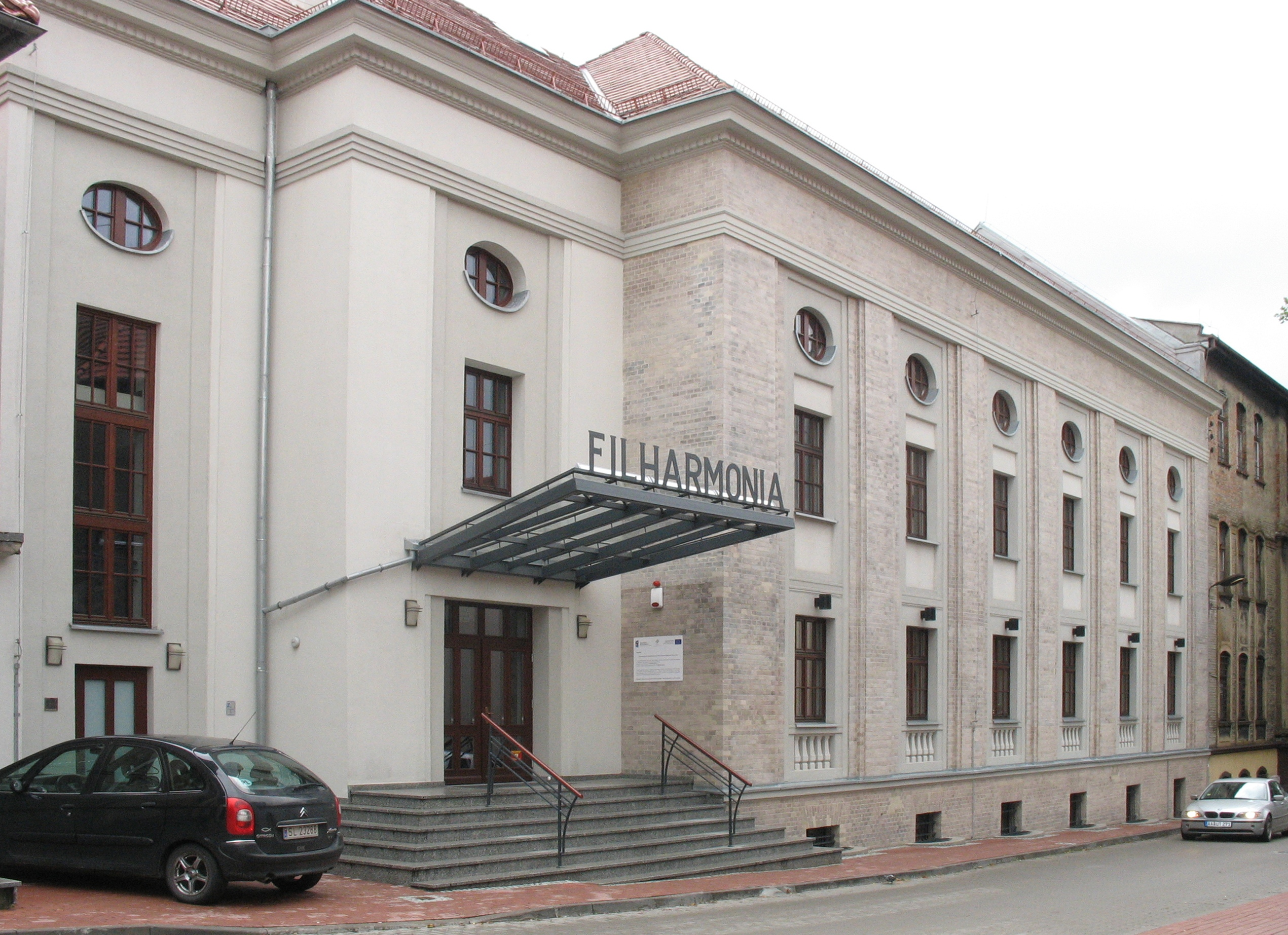
Filarmônica de Zabrze (Filharmonia Zabrzańska)
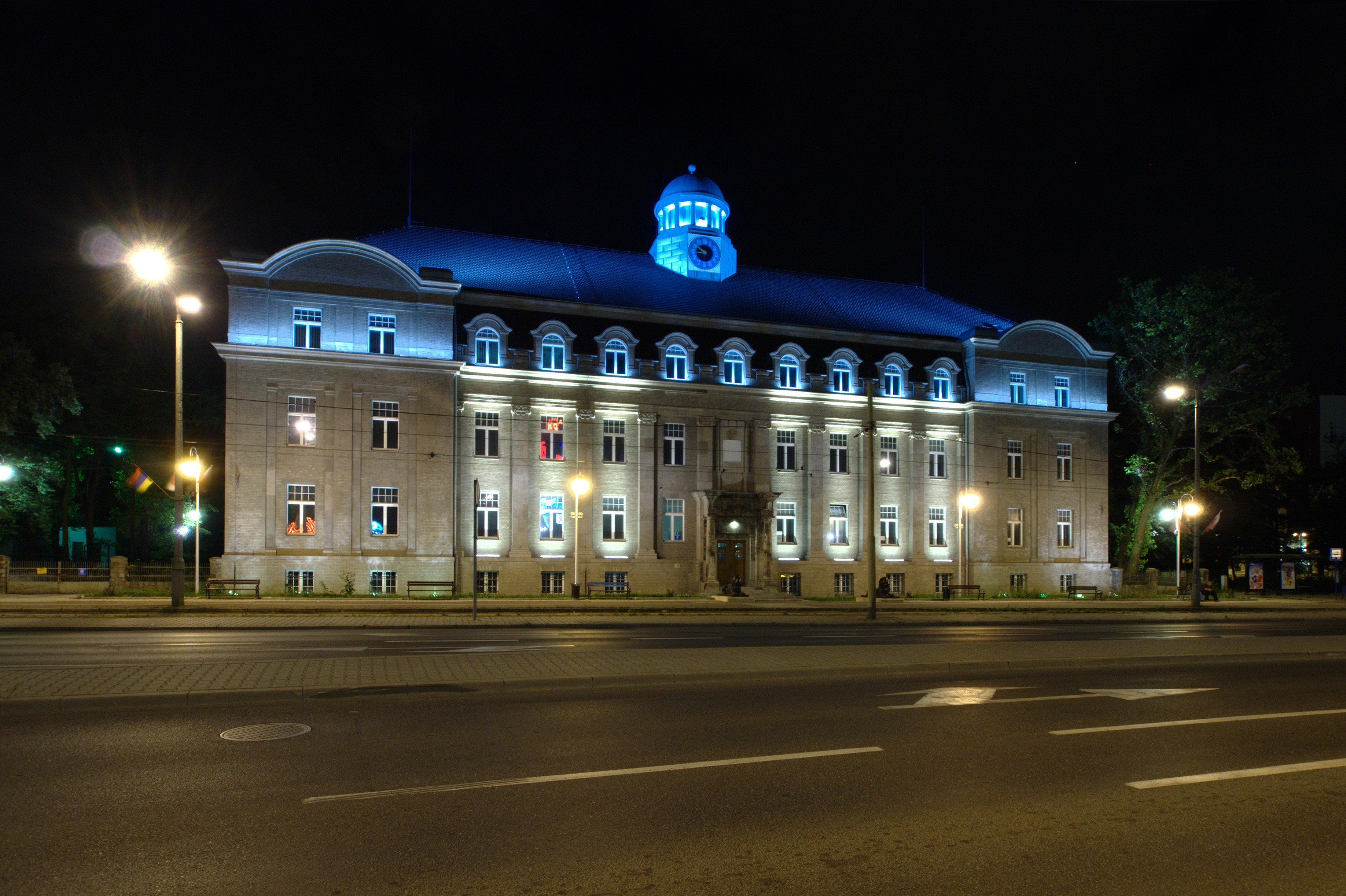
Câmara Municipal
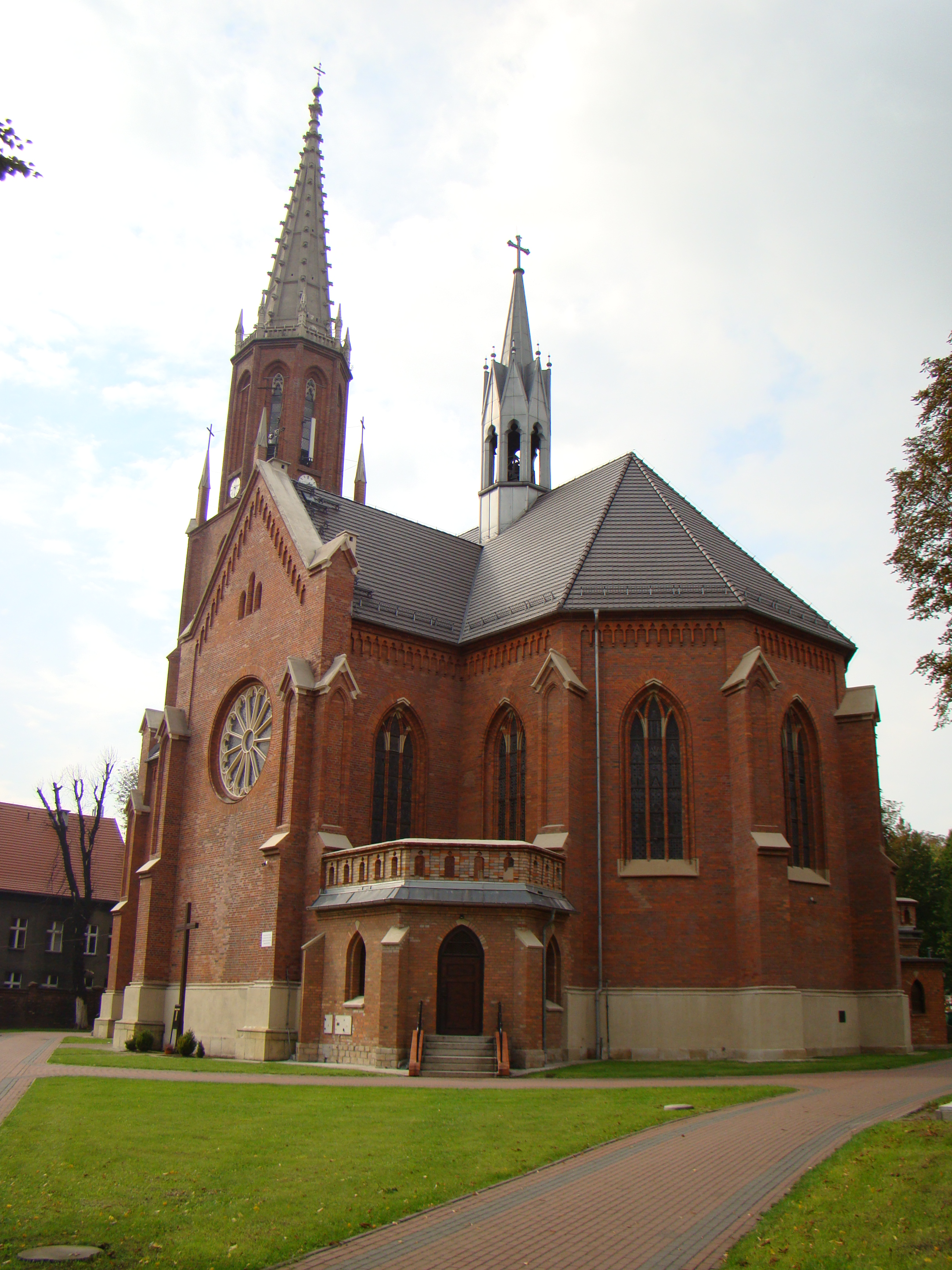
Igreja de São João Batista
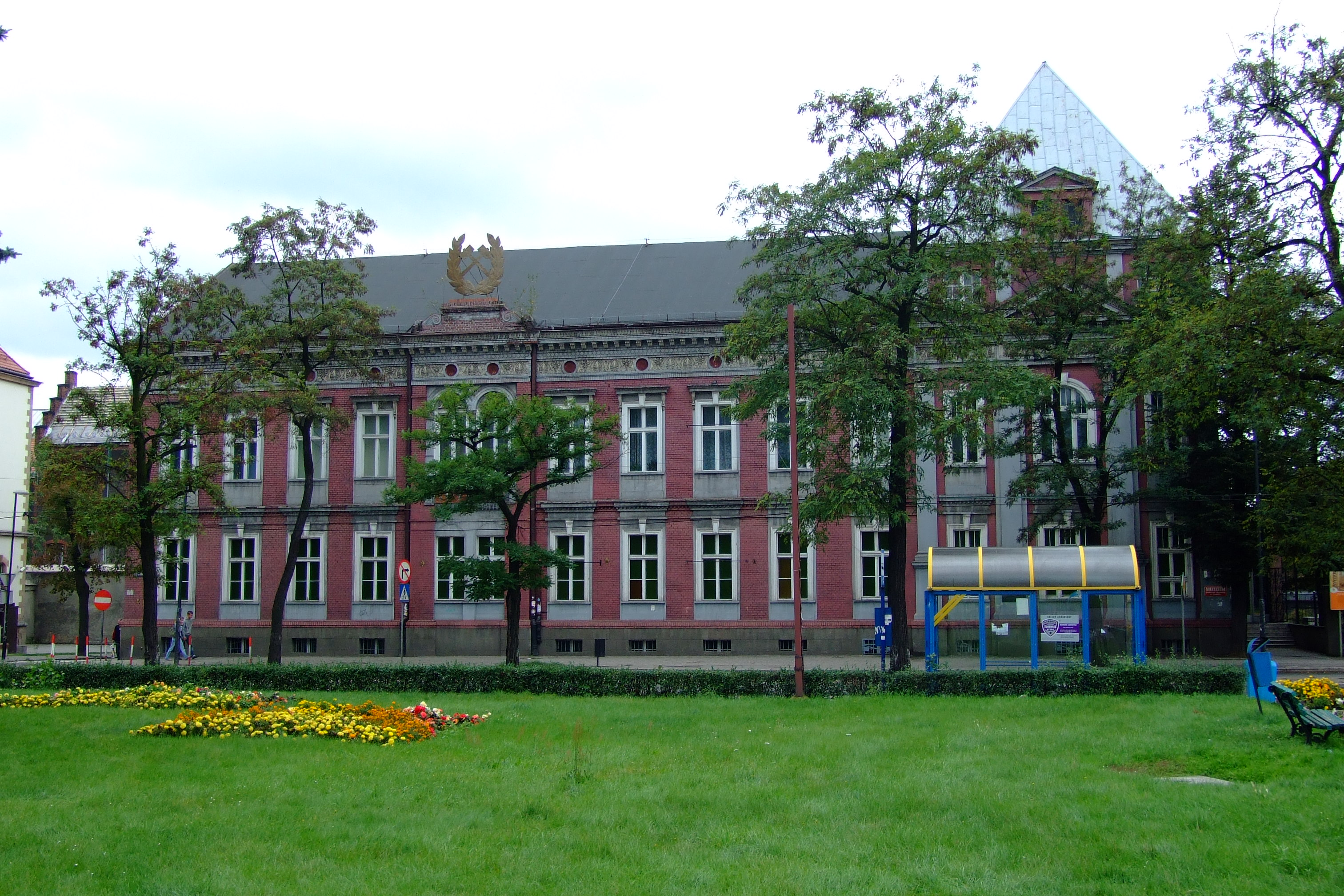
Museu da Mineração do Carvão
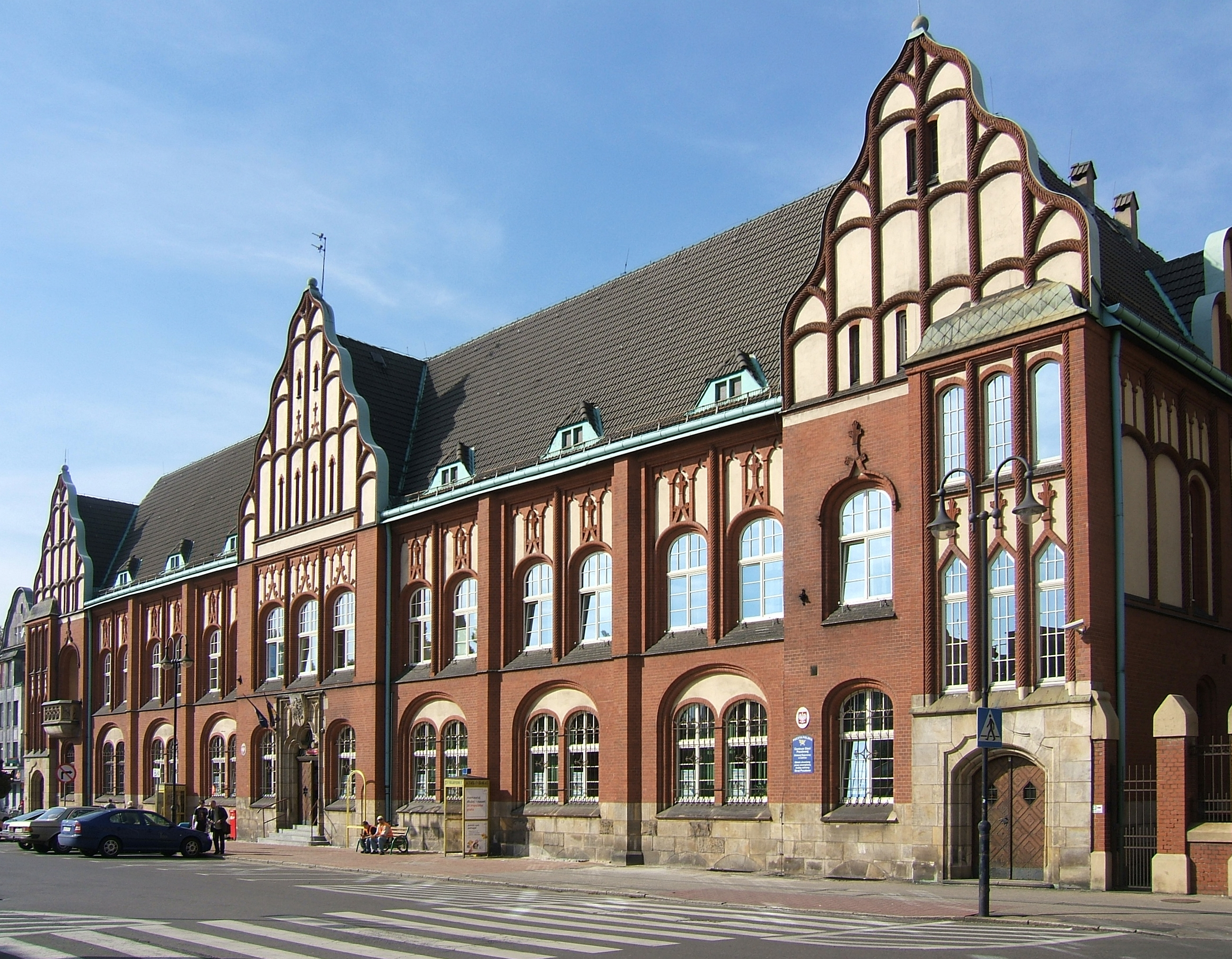
Estação de correios principal
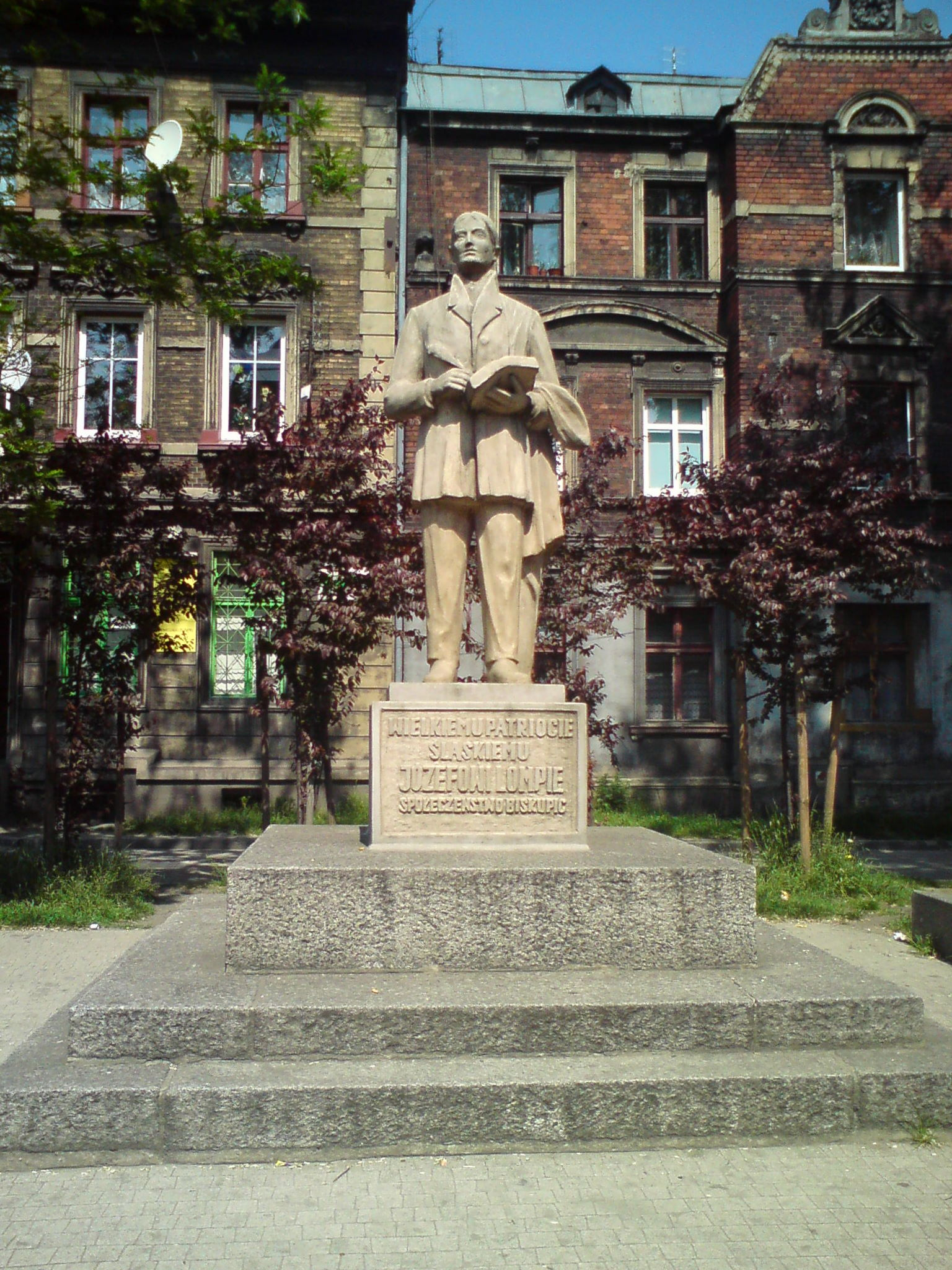
Estátua do poeta Józef Lompa
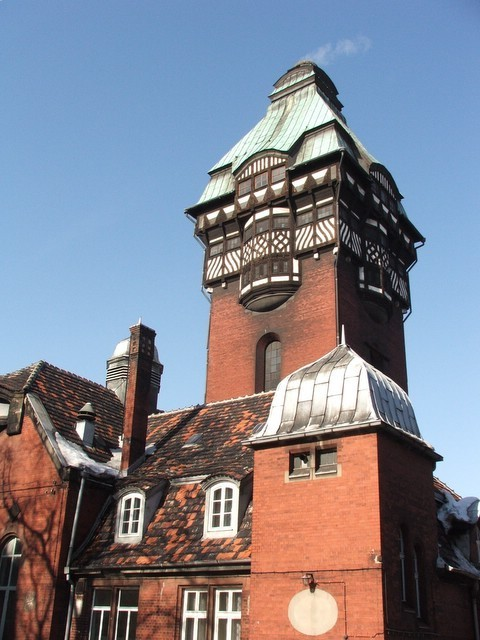
Castelo d'água
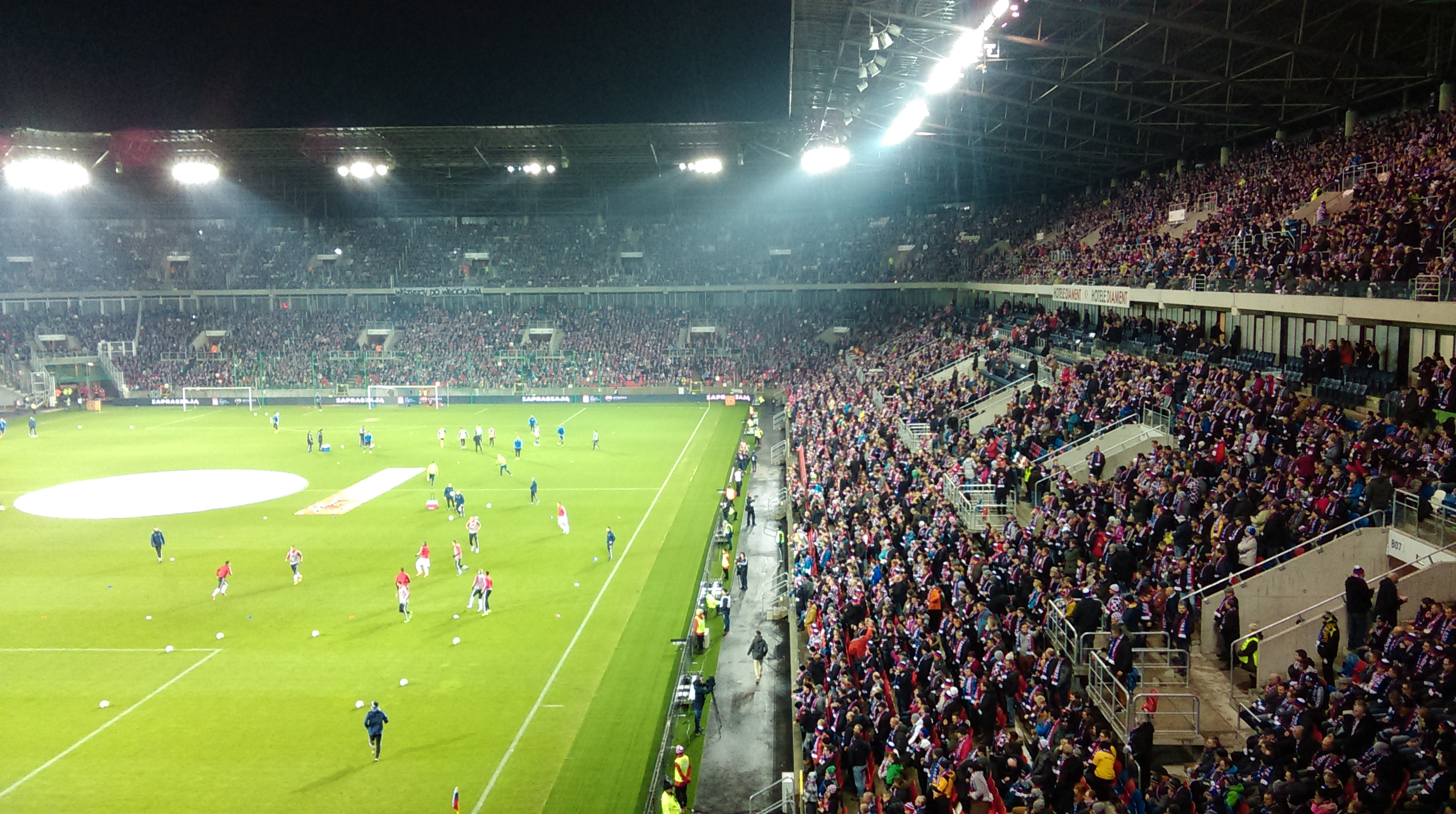
Estádio Ernest Pohl